# Alphonse Marie Louis de Saint-Séverin
Alphonse Marie Louis de Saint-Séverin, właśc.: San Severin (ur. 1705, zm. 1757) – francuski dyplomata pochodzenia włoskiego. 

## Życiorys
W roku 1726 jego ojczyzna Parma wysłała go do Francji z misja dyplomatyczną. Kardynał André Hercule de Fleury namówił go do przejścia na służbę francuskiego rządu. Saint-Séverin później przejął dowodzenie włoskojęzycznego pułku armii Ludwika XV Royal-Italien.
W latach 1737–41 był francuskim ambasadorem w Szwecji, a w latach 1744-45 w Polsce. Wysłany na sejm grodzieński 1744 roku nie zdołał złożyć swych listów uwierzytelniających i nie objął formalnie swych funkcji w Rzeczypospolitej z powodu sporu z marszałkiem wielkim litewskim Pawłem Karolem Sanguszką, który uważał, że dyplomata przybywający na sejm odbywający się na ziemi litewskiej winien spotkać się wpierw z nim. Odbiegało to od ogólnie przyjętych wzorów zachowań w dyplomacji europejskiej, lecz już mniej od zwyczajów Polski początków Augusta III Sasa. Ludwik XV nie wysyłał swych posłów do Polski w pierwszy dziesięcioleciu panowania Augusta III, więc jego dyplomata nie musiał wiedzieć o tym nowym zwyczaju. Podobnych przeszkód nie stawiano na drodze innym dyplomatom francuskim, można więc przypuszczać, że chodziło o utrudnienie misji Saint-Séverina pod płaszczykiem sporów o wymogi etykiety dyplomatycznej. 
Mimo iż jego misja pozostawała półoficjalna, Alphonse Marie Louis de Saint-Séverin wywiązał się ze swego zadania; z pomocą posłów pruskich Karla Friedricha Hoffmanna i Johanna E. Wallenrodta zerwał sejm z 1744, po czym opuścił Polskę.